# Parapalystes euphorbiae
Parapalystes euphorbiae là một loài nhện trong họ Sparassidae.
Loài này thuộc chi Parapalystes. Parapalystes euphorbiae được miêu tả năm 1996 bởi Croeser.